# Dwayne De Rosario
Dwayne Anthony De Rosario (ur. 15 maja 1978 w Scarborough, Ontario) – kanadyjski piłkarz grający na pozycji pomocnika w Toronto, które występuje w Major League Soccer. Posiada również obywatelstwo gujańskie.

## Kariera klubowa
De Rosario karierę rozpoczął w 1997 r. podpisując kontrakt z Toronto Lynx, gdzie wówczas występowała przyszła gwiazda reprezentacji Kanady – Paul Stalteri. Jednak w trakcie sezonu De Rosario zmienił klub, podpisał kontrakt z Niemieckim FSV Zwickau. Po dwóch sezonach w klubie ze Zwickau De Rosario powrócił do Ameryki Północnej, podpisał kontrakt z Richmond Kickers. Jego talent wybuchł w 2000 r. gdy przyczynił się do fantastycznej postawy swojego zespołu strzelając 15 bramek oraz asystując przy 5 bramkach.
W następnym sezonie, kiedy Frank Yallop został trenerem San Jose Earthquakes De Rosario stał się jego numerem 1 na liście życzeń. W lidze spisywał się średnio, zdobył 5 bramek i asystował przy 4 bramkach. Jednak przełom nastąpił w pucharze MLS, gdzie De Rosario zdobył złotą bramkę i został wybrany najlepszym zawodnikiem tego spotkania.
W roku 2005 Landon Donovan namówił De Rosario, aby został pomocnikiem co poskutkowało zdobyciem 9 bramek i asystowaniem przy 13. Został wybrany do najlepszej jedenastki sezonu w MLS. Dwayne w wyniku fuzji przeniósł się wraz z resztą drużyny do Houston Dynamo.
W 2006 r. w MLS All-Star Game De Rosario zdobył jedyną bramkę w spotkaniu z Chelsea F.C., dla której był to przedsezonowy mecz towarzyski. Był on tylko jednym z czterech zawodników z MLS, którzy zagrali całe spotkanie.
24 września zdobył najszybszego Hat-Tricka (9 minut) w historii MLS wpisując się na listę strzelców w 22, 27 i 31 minucie. Jego drużyna, DC United, pokonała Real Salt Lake 4-1.

## Reprezentacja
De Rosario jest również ważnym graczem kanadyjskiej drużyny narodowej, strzelił 13 bramek w 48 spotkaniach. W reprezentacji zadebiutował w wieku 20 lat. 18 maja 1998 r. w spotkaniu z Macedonią. Grał również w zespole U-20 w Mistrzostwach Świata do lat 20 w 1997 r.